# Galla
Galla (lat. bilis, gr. chole) är en gul- eller grönaktig kroppsvätska som bildas av levern, samlas upp i gallblåsan och blandas med tunntarmens innehåll. Hepatocyter, som utgör den största delen av levercellerna, utsöndrar en galla rik på gallsyra, kolesterol och organiska partiklar. Andra bestånddelar är elektrolyt, bilirubin och vatten. Denna sammansättning späds emellertid ut innan den når gallblåsan, detta sker med hjälp av epitelceller som omger leverns samlingsrör. Gallan samlas alltså ihop i större och större kanaler för att slutligen nå den gemensamma gallgången (ductus hepaticus communis). Därefter dräneras den i gallblåsan (vesica fellea) varvid en ny koncentrationsprocess påbörjas.
Då föda intas stimuleras gallblåsan att rytmiskt kontrahera och på så vis portionera ut galla i tolvfingertarmen där den sedan är behjälplig i nedbrytningen av fetter.
Levern hos en vuxen människa producerar ungefär 0,5 liter galla per dygn. Cirka 90 procent av gallan transporteras från tunntarmens slut tillbaka till levern.

## Funktioner
Gallan innehåller stora mängder gallsalter som har förmågan att emulgera fettsyror. Med det menas att fettets starka ytspänning bryts och fettsyran löses i vattnet, de stora klumpar av fett som når tolvfingertarmen löses således upp i mikroskopiska fettdroppar som i sin tur kan angripas av lipaser (fettupplösande enzymer). På så vis går inte fettet förlorat utan kan tas upp i tunntarmen.
Gallan har en speciell gulaktig färg som är ett resultat av pigmentet bilirubin. Bilirubin är i sin tur en restprodukt från förverkade röda blodkroppar och detta tas om hand av levern som sedan utsöndrar det i gallan. I tunntarmen bryts sedan detta pigment ner av bakterier och en restprodukt av detta är i sin tur stercobilin som ger avföring dess bruna färg.

## Sjukdomar
Olika sjukdomar kan drabba gallproduktionen eller gallkretsloppet på olika sätt:
- Gallsten
- Gallstensanfall
- Gallblåseinflammation
- Gallgångscancer
- Primär skleroserande kolangit
- Primär biliär cirros
- Carolis sjukdom
- Periampulär cancer
- Ampulär cancer

## Sammansättning
|            | Intrahepatisk koncentration | koncentration i gallblåsan |
| ---------- | --------------------------- | -------------------------- |
| Vatten     | 97,5 %                      | 92,0 %                     |
| Gallsalt   | 1,1 %                       | 6,0 %                      |
| Bilirubin  | 0,04 %                      | 0,3 %                      |
| Kolesterol | 0,1 %                       | 0,3-0,9 %                  |
| Fettsyror  | 0,12 %                      | 0,3-1,2 %                  |
| Lecitin    | 0,04 %                      | 0,3 %                      |
| Na+        | 145 mEq/L                   | 130 mEq/L                  |
| K+         | 5 mEq/L                     | 12 mEq/L                   |
| Ca2+       | 5 mEq/L                     | 23 mEq/L                   |
| Cl−        | 100 mEq/L                   | 25 mEq/L                   |
| HCO3−      | 28 mEq/L                    | 10 mEq/L                   |

## Historiskt
Svart och gul galla ansågs under antiken och medeltiden enligt humoralpatologin tillhöra de fyra kroppsvätskorna, vilket gav den stor symbolisk betydelse, inte minst för temperamentet, där gallan ansågs stå för det hetsiga, aggressiva hos en kolerisk person. Ordet "galla" används än i dag som benämning på hätsk och innehållslös kritik: "spy galla över någon". Svart galla ansågs bildas i mjälten, och överskott orsaka depression hos en melankolisk person.